# Heinrich Gottlieb Francke
Heinrich Gottlieb Francke (* 10. August 1705 in Teichwitz bei Weida/Thüringen; † 14. September 1781 in Leipzig) war ein deutscher Jurist.

## Leben
Francke wurde nach dem Tod seiner Mutter 1713 von seinem Onkel mütterlicherseits, Johann Gottlieb Alberti, hochfürstlich Sachsen-Weimarischer Hof- und Kammerrat, erzogen. Durch verschiedene Privatlehrer wurde er dort in den Schulwissenschaften und in Geschichte sowie Staatsrecht unterrichtet.
Am 13. Oktober 1724 wurde Francke an der Universität Leipzig immatrikuliert. Am 7. Dezember 1726 erlangte er bei der philosophischen Fakultät die Würde eines baccalaureus philosophiae et liberalium artium und am 20. Februar 1727 den magister philosophiae et liberalium artium.
1731 wählte ihn die philosophische Fakultät zum Kurator des Roten Kollegs und im folgenden Jahr zu ihrem Aktuarius. 1732 meldete sich Francke als Kandidat in der juristischen Fakultät an und bestand dort das Examen. Er erhielt 1737 das Notariat und die Erlaubnis, in den kurfürstlichen und einverleibten Ländern streitenden Parteien als Sachwalter vor Gericht beizustehen. Er übte die Advokatur eine Zeit lang aus, gab nebenbei aber eine große Anzahl an Schriften heraus und hielt Vorlesungen.
Am 2. Mai 1748 erhielt er die Doktorwürde und trat am 8. Mai 1748 eine außerordentliche Professur des Staatsrechts an.
Im Jahr 1749 wurde ihm von Fürst Heinrich von Schwarzburg-Sondershausen die Würde eines Hofpfalzgrafen verliehen. 1762 erhielt er von Kurfürst Friedrich August II. die ordentliche Professur für aristotelische Ethik (Moral) und Politik, wodurch er zum zweiten Male in die philosophische Fakultät eingereiht wurde. Diese wählte ihn einige Mal zum Prokanzellarius und Dekan, der Senat des Professorenkollegiums ernannte ihn für die Sommersemester 1773 und 1777 zum rector magnificus.
Seit ihrer offiziellen Gründung 1774 war Francke Mitglied der Leipziger Gelehrtengesellschaft Societas Jablonoviana. 1780 wurde er in das Concilium decemvirorum („Konzil der Zehn“) aufgenommen, dem die wirtschaftlichen Angelegenheiten, besonders die Oberaufsicht über die Verwaltung des Universitätsvermögens oblagen und behielt diese Ämter bis zu seinem Tode bei.

## Werke
Zahlreiche Schriften zur Geschichte, zum deutschen sächsischen Staats- und Lehnsrecht und eine 50 Jahre währende Lehrtätigkeit macht ihn zu einem bedeutenden Staatsrechtler seiner Zeit.
- De ortu et praecipuis mutationibus senioratus in serenissima ducum Saxoniae gente Ernestina usitati, Untertitel: disserit Atque Ad Solemnia Magistrorum Philosophiae Et Bonarum Artium Die XXII Febr. MDCCLXXVI. Creandorum Inaugurandorumque In Auditorio Philosophico, Dissertation auf Lateinisch
- Leisnigker Chronika, oder Beschreibung der sehr alten Stadt Leisnigk: nebst einer Beschreibung oder Chronika der benachbarten Stadt Colditz, 1753 digitalisat
- Neue Europäische Staats- und Reise-Geographie: Worinnen die Lande des Obersaechsischen Kreises ausführlich vorgestellt werden, Verlag Richter und Compagnie, 1755 digitalisat
- Beyträge zur Historie derer Chur- und Fürstlichen Sächsischen Lande, 6 Bände, veröffentlicht von Richter, 1764 digitalisat
- Neue Beyträge zur Geschichte der Staats-, Lehn- und Privatrechte der Lande des Chur- und Fürstlichen Hauses Sachsen, Altenburg 1767 digitalisat